# Bienvenue dans le cauchemar classique
Bienvenue dans le cauchemar classique (titre original : Welcome to the Standard Nightmare), aussi publiée sous le titre Bienvenue au cauchemar classique, est une nouvelle humoristique de science-fiction écrite par Robert Sheckley, publiée en 1973.

## Publications

### Publications aux États-Unis
La nouvelle a été publiée pour la première fois aux États-Unis en 1973 dans l'anthologie Nova 3.
Elle a ensuite été publiée dans diverses anthologies ou divers recueils, notamment dans The Collected Short Fiction of Robert Sheckley (plusieurs éditions).

### Publications en France
La nouvelle a été publiée en France dans les anthologies suivantes :
- Douces Illusions (1978, réédition en 1987) : p. 83 à 102.
- Histoires de mondes étranges (1984, rééditions en 1989 et 2001) : p. 253 à 274.

### Publications dans d'autres pays
La nouvelle a aussi été éditée :
- en Italie sous le titre Il Pianeta Dei Pacifici (1979),
- en Union soviétique sous le titre Стандартный кошмар ? (1998).

## Résumé
« La trame essentielle du cauchemar classique restait toujours la même : La Terre entrait en contact avec une super-civilisation qui la prenait sous sa domination. »
Lorsque la nouvelle commence, John Charles Bezique (Johnny Bezique) est un astronaute parti en mission d'exploration spatiale. Il arrive en approche d'une planète qui se révèle occupée par une espèce extraterrestre intelligente. Il est invité à se poser sur l'astroport d'Athisse, la principale ville de la planète Loris.
Les Loriens sont des extraterrestres intelligents, doux, modérés, pacifiques. Ils ont éradiqué la pauvreté, vivent dans un monde où l'on ne travaille que si l'on en a envie, et aucune guerre n'a agité leur planète depuis 500 ans. Ils ont atteint un niveau de sagesse inégalé : toute idée de conflit leur répugne et ils ont oublié la méfiance à l'égard d'autrui.
Johnny reconnaît in petto que cette civilisation a réalisé une véritable utopie, et le bonheur des Loriens ainsi que leur caractère tempéré l'insupportent. Il se livre à plusieurs provocations, qu'il assume avec culot, sans réactions violentes des Loriens. Les Moniteurs, qui ont une fonction équivalente à celle de policiers, sont doux et crédules.
On l'emmène voir la flotte lorienne, composée de 72 vaisseaux de guerre en parfait état de marche. Johnny se dit qu'il est bien face au « cauchemar classique » craint depuis des décennies.
En fin de compte, au bout de deux semaines, il se retrouve devant le Lorien qui correspond à une sorte de « chef planétaire » : c'est Veerhe, le Planificateur en chef.
Celui-ci explique à Johnny qu'il est évident que les humains vont, un jour ou l'autre, entrer en contact avec les Loriens, et qu'à moyen terme un conflit interviendra. Il y aura une guerre, puis un armistice, puis des escarmouches, des coups de main, des traités violés, etc. La guerre sera longue, onéreuse et se terminera inévitablement par le succès des Terriens. Il n'y a donc qu'une seule solution : remettre le pouvoir à Johnny Bezique, le nommer général en chef et le désigner premier citoyen de Loris. Les Loriens doivent utiliser les tendances agressives et violentes d'un humain, Johnny, pour se protéger de l'ensemble des humains. Accepterait-il cette proposition ?
Interloqué, Johnny accepte immédiatement après s'être assuré qu’il sera nommé Empereur de Loris. Il prépare ensuite ses plans. Il va contacter des mercenaires qui l’aideront, puis déclarera la guerre aux Terriens et les matera, non mais !
La nouvelle se termine par ce paragraphe :

« Ainsi la Terre voyait se réaliser son cauchemar classique après une longue gestation. Une civilisation extraterrestre très avancée allait lui imposer sa culture. Pour Loris, la situation était très différente. Jusqu'alors sans défense, les Loriens avaient soudain à leur tête un général étranger des plus combatifs et ils disposeraient bientôt d'un groupe de mercenaires chargé de prendre leur flotte en main. Le futur de la Terre s'annonçait assez sombre, mais celui de Loris plutôt prometteur. Dénouement inévitable, si l'on réfléchit bien, car les Loriens étaient réellement une super-race intelligente. Et de quelle utilité serait l'intelligence si elle ne permettait pas entre autres d'atteindre la proie convoitée sans se laisser abuser par son ombre… »

## Description du héros par l’auteur
Johnny Bezique est ainsi décrit par Robert Sheckley :

« John Charles Bezique était un petit rouquin trapu, aux jambes arquées et doté d'un tempérament irascible. Professionnellement très compétent, il était de surcroît assez content de lui, querelleur, ignare, intrépide et mal embouché ; en bref, parfaitement armé pour l’aventure spatiale qui requiert un type de caractère capable de supporter les immensités vertigineuses du grand vide, et les tensions à tendance paranoïaque constamment provoquées par les mystères et les dangers de l’Inconnu. Seul peut faire l'affaire un homme professant une foi inébranlable en sa petite personne, ainsi qu'une assurance aussi combative qu'irréductible ; un peu une tête brûlée. Les vaisseaux d'exploration spatiale sont ainsi confiés à des hommes comme Bezique dont l'autosatisfaction repose confortablement sur une base d'autoadmiration à toute épreuve, doublée d'une insondable ignorance. Les conquistadors offraient ce profil psychologique eux-aussi. Cortez et sa poignée de coupe-jarrets avaient conquis l'empire aztèque par leur incapacité totale de comprendre que l'opération était impossible. »

## Autour du roman
Robert Sheckley évoque au détour d'une phrase la civilisation dionysiaque terrienne (où l'on ment, agresse et vole par routine) et la civilisation apollinienne des extraterrestres (modérée, rationnelle). Ces termes sont issus de notions dégagées par Nietzsche dans son ouvrage La Naissance de la tragédie.